# Myopsocus panchei
Myopsocus panchei (лат.) — вид сеноедов рода Myopsocus из семейства Myopsocidae. Южная Америка: Колумбия. Видовой эпитет посвящён Джеферсону Дануа Панче (Jeferson Danois Panche) в знак признания его важной работы по сбору видов Psocoptera в департаментах Путумайо и Какета. Мелкие насекомые, длина переднего крыла около 3 мм. Основная окраска тела коричневая. Принадлежит к группе видов, не имеющих на переднем крыле фестончатого апикального края некоторых его ячеек и с V-образным гипандрием без последующих отростков. В отличие от них он представляет собой фаллосому грушевидной формы с боковыми отростками, соединёнными перепонкой, и расширенными наружными парамерами с закруглённой вершиной, сходящимися медиально.